# Dora Alonso

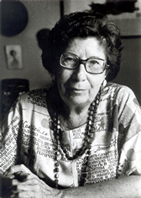
Dora Alonso

Dora Alonso, eigentlich Doralina de la Caridad Alonso Pérez (* 22. Dezember 1910 in Matanzas; † 21. März 2001 in Havanna), war eine kubanische Journalistin und Schriftstellerin.

## Leben
Alonso war eine Tochter von David Alonso Fernández und dessen Ehefrau Adela Pérez de Corcho Rodríguez. Nach ersten Schreibversuchen während ihrer Schulzeit wurde sie 1933 Redaktionsmitglied der Zeitung „Prensa Libre“. Politisch interessiert und engagiert schloss sie sich 1934 der anti-imperialistischen Organisation Joven Cuba an machte dort u. a. auch die Bekanntschaft mit Constantino Barredo Guerra.
Während dieser Zeit begann Alonso für verschiedene Radiosender zu schreiben und es entstanden ab dieser Zeit auch ihre ersten Kinderbücher. Später wurden ihre beiden Romane „Tierra brava“ und „Soy el Batey“ verfilmt.
Im Alter von 91 Jahren starb Dora Alonso am 21. März 2001 in Havanna und fand dort auch ihre letzte Ruhestätte.

## Ehrungen
- Premio Casa de la Américas für den Roman  „Tierra Inerme“

## Werke
Kinderbücher
- El caballito enano.
- La flauta de chocolate. Editorial Gente nueva, Havanna 1980.
- El grillo caminante. Editorial Gente nueva, Havanna 1981.

Romane
- Soy el Batey. novela.
- Tierra brava. Novela.
- Tierra Inerme. Novela.

Theaterstücke
- Doñita Abeja y Doñita Bella. Editorial Gente nueva, Havanna 1976.
- Espantajo y los pájaros. Consejo Nacional de Cultura, Havanna 1966.
- Pelusín del monte. Editorial Gente nueva, Havanna 1975.